# Erlend Blikra
Erlend Jordbrekk Blikra (* 11. Januar 1997 in Stavanger) ist ein norwegischer Radrennfahrer.

## Sportlicher Werdegang
Als Junior machte Blikra in der Saison 2014 im UCI Men Juniors Nations’ Cup auf sich aufmerksam: er gewann zwei Etappen und alle Wertungen bei der Trophée Centre Morbihan sowie eine Etappe beim Course de la Paix Juniors und die Nachwuchswertung bei der Tour of Istria. Zudem wurde er Norwegischer Junioren-Meister im Zeitfahren.
Im Jahr 2016 wurde Blikra Mitglied im UCI Continental Team Coop, für das er bis 2019 fuhr. Für das Team gewann er 2019 drei Etappen der Dookoła Mazowsza. Zur Saison 2020 wurde er Mitglied im Uno-X Pro Cycling Team. Mit dem Sieg beim International Rhodes Grand Prix und einem Etappensieg bei der Rhodos-Rundfahrt im Jahr 2020 sowie dem Gewinn einer Etappe der Tour de la Mirabelle 2021 konnte er weitere Erfolge zu seinen Palmares hinzufügen. Auch 2022 und 2023 war er erneut bei kleineren Etappenrennen erfolgreich. 2024 blieb er ohne zählbaren Erfolg, konnte sich aber bei der Tour of Britain zweimal in der Tageswertung auf dem Podest platzieren.
Im Jahr 2025 gewann er das französische Eintagesrennen La Roue Tourangelle.

## Erfolge
2014
- Norwegischer Meister – Zeitfahren (Junioren)
- Gesamtwertung, zwei Etappen, Punktewertung und Nachwuchswertung Trophée Centre Morbihan
- eine Etappe Course de la Paix Juniors
- Nachwuchswertung Tour of Istria

2019
- zwei Etappen und Prolog Dookoła Mazowsza

2020
- International Rhodes Grand Prix
- eine Etappe Rhodos-Rundfahrt

2021
- eine Etappe Tour de la Mirabelle

2022
- eine Etappe und Punktewertung Tour de Langkawi

2023
- eine Etappe Région Pays de la Loire Tour
- eine Etappe Olympia’s Tour

2025
- La Roue Tourangelle